# Río Corneros
El río Corneros, también llamado río Vélez y río Claro en su tramo alto, es un río del sureste de la península ibérica perteneciente a la cuenca hidrográfica del Segura que discurre por la provincia de Almería y la Región de Murcia (España). 

## Curso
El río Corneros nace con el nombre de río Claro en la sierra de María, en el término municipal de Vélez-Blanco, si bien algunas fuentes consideran que su tramo alto es el río Chirivel. Sea como fuere, el río toma el nombre de Corneros o Vélez a partir de la confluencia del río Claro con el río Chirivel a los pies del cerro del Piar (795 m s. n. m.), muy cerca del límite de Andalucía con la Región de Murcia. Desde aquí, el río discurre en sentido suroeste-nordeste encajado entre la sierra de la Torrecilla y la sierra del Gigante a través del término de Lorca, hasta su desembocadura en el embalse de Puentes, donde confluye con el río Luchena, dando lugar al río Guadalentín.

## Contaminación
Según análisis llevados a cabo en el año 2021, el Corneros presenta una contaminación extrema a su paso por el término de Lorca debido a la rotura de la depuradora de Vélez-Rubio y vertidos de origen industrial.